# ایستگاه کاتسوتا
ایستگاه کاتسوتا (به ژاپنی: 勝田駅 Katsuta-eki) یک ایستگاه راه‌آهن است که در هیتاچیناکا، ایباراکی واقع شده و توسط شرکت راه‌آهن شرق ژاپن و همکاری عمومی-خصوصی راه‌آهن ساحلی هیتاچیناکا اداره می‌شود.